# آتیا (بلغارستان)
آتیا (به بلغاری: Atia) یک منطقهٔ مسکونی در بلغارستان است که در شهرستان سوزوپول واقع شده‌است. آتیا ۸۲۵ نفر جمعیت دارد و ۱۴ متر بالاتر از سطح دریا واقع شده‌است.